# Can Valls (Santa Coloma de Gramenet)
Can Valls és una obra de Santa Coloma de Gramenet protegida com a Bé Cultural d'Interès Local.

## Descripció

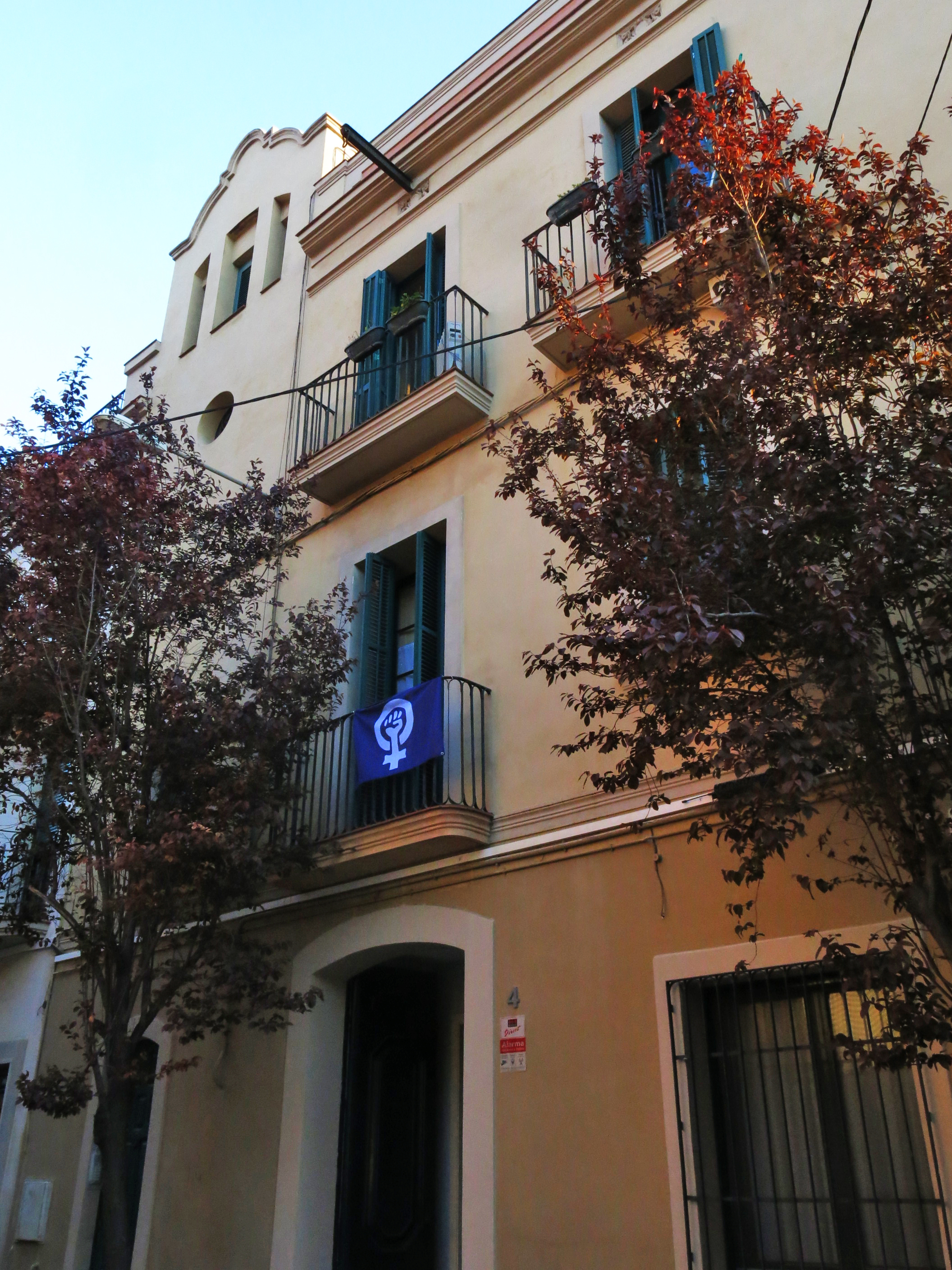
Façana del carrer del Pedró

Es tracta d'una casa de planta baixa, dos plantes pis i torratxa, que disposa d'un cos afegit al nivell de la planta baixa. Les façanes són d'estil noucentista. La façana nord, presenta obertures rectangulars amb predomini de balconeres, una composició que queda trencada per les obertures situades a l'eix de la torratxa, les quals són més petites i de formes arrodonides. Entre aquestes es troba el portal d'accés rematat en arc de mig punt. A les façanes sud i est, les obertures són més generoses, acabades en arc de mig punt, entre les quals destaquen les galeries, també d'arcs, sobre pilastres. Totes les obertures estan emmarcades. Una cornisa remata tot el perímetre a tall de balustrada que només queda interrompuda pel contacte amb la torre.
La coberta de l'edifici és plana i accessible des de la torre. Així mateix, la finca té una gran terrassa que fa de coberta a la part de l'immoble que només té planta baixa.